# Corey Maggette
Corey Maggette   (Melrose Park, 12 de novembre de 1979) de nom complet, Corey Antoine Maggette és un jugador professional de bàsquet estatunidenc que juga als Chicago Bulls de l'NBA. És un davanter petit d'1,98 m, 102 kg, va jugar a bàsquet universitari a la Universitat de Duke, on quan era estudiant de primer any el 1998–99, va fer una mitjana de 10,6 punts i 3,9 rebots per partit i va ser nomenat a l'ACC All-Rookie Team.